# Guy Hamilton
Guy Hamilton (Parijs, 16 september 1922 – Palma de Mallorca, 20 april 2016) was een Brits filmregisseur.

## Levensloop
Hamilton groeide op in Parijs als kind van Britse ouders. Tijdens de Tweede Wereldoorlog was hij actief in het Franse verzet. Na de oorlog werd hij regieassistent van Carol Reed. Hamilton werkte samen met Reed aan films als The Fallen Idol (1948) en The Third Man (1949), voordat hij met The Ringer (1952) zijn debuut als regisseur maakte. Tussen de jaren 50 en de jaren 80 regisseerde hij 22 films, waaronder vier James Bondfilms op basis van de boeken van Ian Fleming.

### Superman en Batman
Hamilton zou oorspronkelijk Superman: The Movie uit 1978 regisseren,
maar omdat hij zich aan belastingontwijking schuldig maakte, mocht hij slechts dertig dagen in Engeland blijven. Hamilton werd vervangen door Richard Donner, maar Hamilton stond erop om volledig uitbetaald te krijgen. Guy Hamilton werd ook benaderd om Batman in de jaren 80 te regisseren.

## Filmografie
- 1952: The Ringer
- 1953: The Intruder
- 1954: An Inspector Calls
- 1955: The Colditz Story
- 1956: Charley Moon
- 1957: Manuela
- 1959: The Devil's Disciple
- 1959: A Touch of Larceny
- 1961: The Best of Enemies
- 1963: Man in the Middle
- 1964: Goldfinger
- 1965: The Party's Over
- 1966: Funeral in Berlin
- 1969: Battle of Britain
- 1971: Diamonds Are Forever
- 1973: Live and Let Die
- 1974: The Man with the Golden Gun
- 1978: Force 10 from Navarone
- 1980: The Mirror Crack'd
- 1982: Evil Under the Sun
- 1985: Remo Williams: The Adventure Begins
- 1989: Try This One for Size